# Madison De La Garza
Madison Rose De La Garza (født 28. december 2001 i Dallas, Texas, USA) er en amerikansk børneskuespiller. Hun er bedst kendt for sin rolle som Juanita Solis i Desperate Housewives. Hun er datter af Eddie De La Garza og Dianna Bonheur Hart De La Garza. Hun er halvsøster til sangerinden og skuespillerinden Demi Lovato.

## Filmografi
| År        | Titel                            | Rolle                       | Noter             |
| --------- | -------------------------------- | --------------------------- | ----------------- |
| 2008-2012 | Desperate Housewives             | Juanita Solis               | Sæson 5-8         |
| 2008      | Jonas Brothers: Living the Dream | Sig selv                    | Sæson 1 afsnit 13 |
| 2009      | Sonny with a chance              | Sonny som lille pigespejder | Sæson 1 afsnit 20 |
| 2009      | Princess Protection Program      | Cameo                       |                   |